# Радзеюв
Радзеюв (Радеев, пол. Radziejów) — город в Польше, входит в Куявско-Поморское воеводство, Радзеювский повят. 
Город расположен у озера Глушинское. Имеет статус городской гмины. Занимает площадь 5,75 км². Население — 5 804 человека (на 2004 год).
Ранее посад (посёлок) Нешавского уезда Варшавской губернии, который был основан в XIII веке. На конец XIX века 3 000 жителей. В посёлке была расположена таможенная застава.